# Heliophanus aviculus
Heliophanus aviculus là một loài nhện trong họ Salticidae.
Loài này thuộc chi Heliophanus. Heliophanus aviculus được Lucien Berland & Millot miêu tả năm 1941.